# Boomtown 500 2002
Boomtown 500 2002 var den sjätte deltävlingen i Indy Racing League 2002. Racet kördes den 8 juni på Texas Motor Speedway. Jeff Ward vann sin första och enda seger i IndyCar, medan Hélio Castroneves fortsatte att övertyga, och byggde vidare på sin mästerskapsledning med en fjärdeplats.

## Slutresultat
| Plats | Förare            | Team                     | Grid |
| ----- | ----------------- | ------------------------ | ---- |
| 1     | Jeff Ward         | Chip Ganassi Racing      | 7    |
| 2     | Al Unser Jr.      | Kelley Racing            | 3    |
| 3     | Airton Daré       | A.J. Foyt Enterprises    | 9    |
| 4     | Hélio Castroneves | Marlboro Team Penske     | 5    |
| 5     | Felipe Giaffone   | Mo Nunn Racing           | 18   |
| 6     | Shigeaki Hattori  | Bradley Motorsports      | 6    |
| 7     | Billy Boat        | CURB/Agajanian Racing    | 11   |
| 8     | Buddy Lazier      | Hemelgarn Racing         | 10   |
| 9     | Richie Hearn      | Sam Schmidt Motorsports  | 15   |
| 10    | Alex Barron       | Blair Racing             | 19   |
| 11    | John de Vries     | PDM Racing               | 21   |
| 12    | Greg Ray          | A.J. Foyt Enterprises    | 20   |
| 13    | Raul Boesel       | Team Menard              | 17   |
| 14    | Scott Sharp       | Kelley Racing            | 16   |
| 15    | Laurent Redon     | Conquest Racing          | 4    |
| 16    | Gil de Ferran     | Marlboro Team Penske     | 12   |
| 17    | Tomas Scheckter   | Cheever Racing           | 1    |
| 18    | Sam Hornish Jr.   | Marlboro Team Penske     | 8    |
| 19    | Eddie Cheever     | Cheever Racing           | 2    |
| 20    | Robbie Buhl       | Dreyer & Reinbold Racing | 14   |
| 21    | George Mack       | 310 Racing               | 13   |
| 22    | Jon Herb          | Racing Professionals     | 23   |
| 23    | Rick Treadway     | Treadway/Hubbard Racing  | 22   |